# El Barato
El Barato és una obra del municipi de Vilassar de Mar (Maresme) inclosa en l'Inventari del Patrimoni Arquitectònic de Catalunya.

## Descripció
Situat a la part alta de Vilassar, el Barato és un edifici de planta baixa i pis, que ocupa una superfície de 552 m2 dels quals 391 m2 són de l'edifici. Coberta per una teulada de teula de vessants cap a la façana principal, aquesta casa es caracteritza per la moderació ornamental d'estil neoclàssic amb un aire colonial. A la façana principal hi ha un porxo amb pilastres i arcs de llinda treballada, que sostenen un balcó llarg de tres obertures voltat per una balustrada de terrissa. Els murs emblanquinats i arrebossats són ornamentats amb falsos carrers als angles, amb rajoles vidriades de color marró i el capcer rematat per una cornisa motllurada. A l'interior del primer pis hi ha una gran sala que dona, per un costat, al balcó, i per l'altra a l'eixida posterior. A la planta baixa hi ha un forn.